# Червоний апельсин

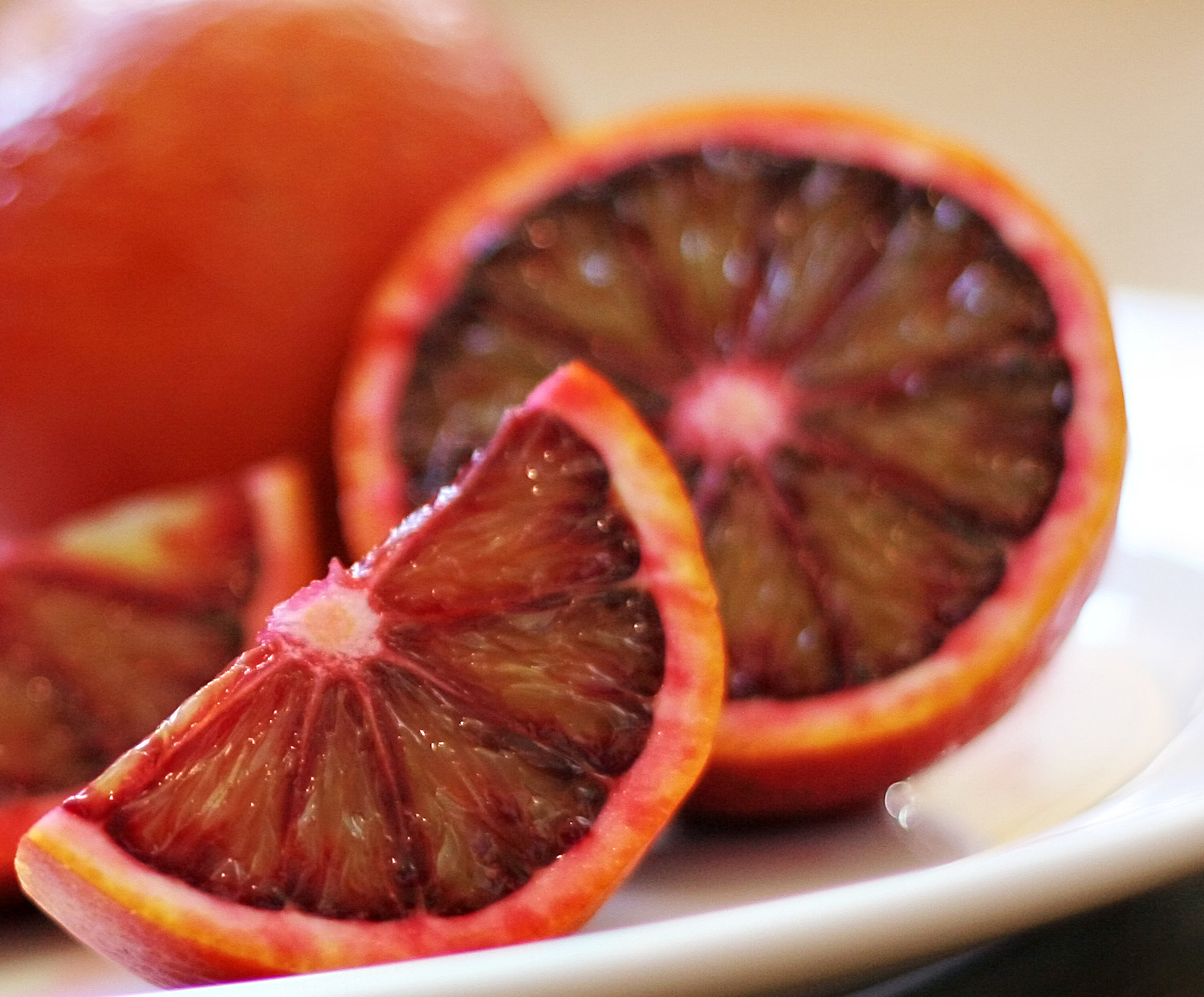
Червоний, або Сицилійський апельсин всередині

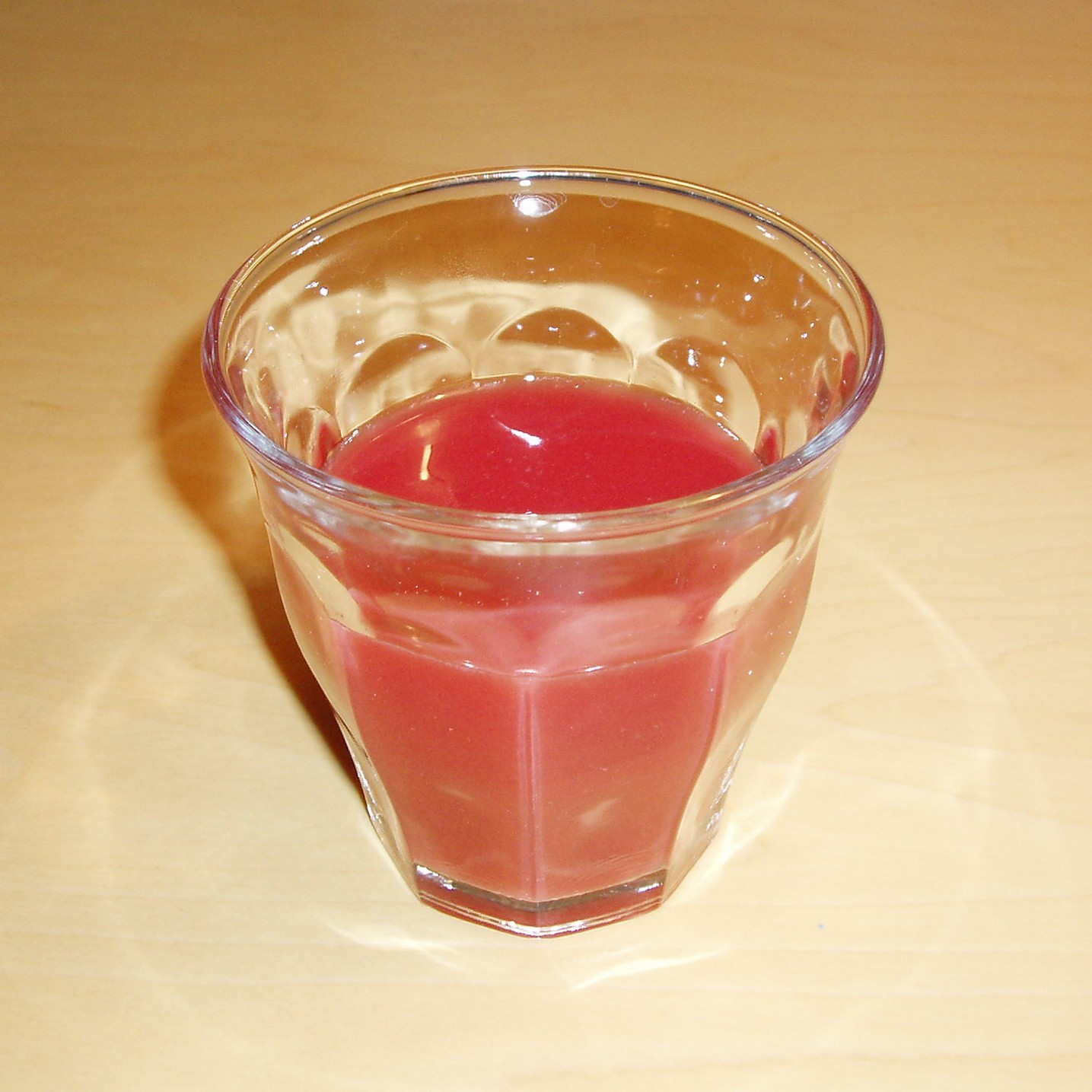
Сік червоного апельсина

Червоний апельсин, також Кривавий апельсин (лат. Citrus sinensis) — різновид апельсина з м'якіттю криваво-червоного кольору. Такий колір йому надає наявність антоціанів, пігментів, що досить часто зустрічаються в квітах і фруктах, але невластивих цитрусовим. Ступінь забарвлення також залежить від температури, освітлення і сорту. Плід, як правило, менше апельсина, має ребристу поверхню і майже не містить кісточок.
Кривавий апельсин є природною мутацією звичайного апельсина, який в свою чергу є гібридом помело і мандарина.
Перші посадки кривавих апельсинів з'явилися на Сицилії, а згодом велику популярність вони отримали в США. У даного сорту є три різновиди: тарокко (родом з Італії), сангуінелло (родом з Іспанії) і моро, який є найновішим з трьох.
Як і всі цитрусові, кривавий апельсин багатий вітаміном C. Містяться в них і антоціани, які є антиоксидантами, що знижують ризик багатьох вікових захворювань, в тому числі захворювань серцево-судинної системи, зменшують ризик появи катаракти та виводять з організму холестерин. Крім цього криваві апельсини є хорошим джерелом заліза, кальцію і вітаміну A.
У кулінарії криваві апельсини використовують для приготування салату, коктейлів, виробництва мармеладу і шербету.